# Wawrzynowo
Wawrzynowo (dodatkowa nazwa w j. kaszub. Wawrzënowò) – osada w Polsce położona w województwie pomorskim, w powiecie kościerskim, w gminie Kościerzyna.
Miejscowość leży na terenie Wdzydzkiego Parku Krajobrazowego nad Wdą.
Do 2015 roku osada była częścią wsi Loryniec.
Siedziba Nadleśnictwa Wawrzynowo do 1971 roku. W Kalendarzu Leśnym - Informacyjnym z 1928 roku, rocznik III, wymienione jest Nadleśnictwo Wawrzynowo poczta Kościerzyna w całym składzie osobowym; Nadleśniczy; Przyborowski Józef, sekretarz; Rzoska Bronisław, Leśniczowie; Wenta Józef; Gostkowski Anastazy; Gronalewski Walenty; Nowicki Józef; Oler Józef; Żabiński Jan urodzony 31.05.1892 roku żonaty z Franciszka Renk c. Józefa urodzona 10.03.1902 roku w Dziemianach, zmarł 20.12.1936 roku w Szpitalu w Nowym n/ Wisla; Knut Franciszek. Leśniczy Jan Żabiński do 1936 roku był Leśniczym na Leśniczówce Głuchy Bor k. Dziemian
W latach 1975–1998 miejscowość administracyjnie należała do województwa gdańskiego.